# Alain Guynot de Boismenu
Alain Guynot de Boismenu (Saint-Malo, 27 dicembre 1870 – Kubuna, 5 novembre 1953) è stato un missionario e arcivescovo cattolico francese.

## Biografia
Apparteneva a una famiglia dell'antica borghesia, diventata nobile della Bretagna. Abbracciò sedicenne la vita religiosa tra i Missionari del Sacro Cuore di Gesù, fu ordinato prete nel 1895 e due anni dopo partì come missionario per la Nuova Guinea, dove svolse il suo apostolato tra le tribù indigene per oltre cinquant'anni.
Fu innalzato ventinovenne alla dignità episcopale e nominato coadiutore, con diritto di successione, del vicario apostolico della Nuova Guinea. Divenne vicario apostolico nel 1908.
Nonostante le resistenze delle autorità coloniali e dei protestanti, riuscì a spingersi con i suoi missionari nelle regioni più interne dell'isola, raggiungendo anche la tribù antropofaga dei mafulù. Il suo metodo pastorale fu raccomandato 30 anni dopo da papa Pio XI nell'enciclica Rerum Ecclesiae.
Sotto il suo governo, il numero dei battezzati passò da 2400 a 23500, quello degli alunni delle scuole cattoliche da 800 a 7000, quello dei distretti missionari da 2 a 11. Fondò anche il primo monastero carmelitano delle isole oceaniche.
Il suo nome fu proposto come candidato per la carica di superiore generale della sua congregazione e, sotto papa Pio X, per la porpora cardinalizia.
Lasciò la guida del vicariato nel 1945 e fu trasferito alla sede titolare arcivescovile di Claudiopoli di Onoriade. Morì ottantatreenne.

## Causa di canonizzazione
La causa di canonizzazione fu avviata il 14 novembre 1984 dopo che la Congregazione per le cause dei santi concesse il nihil obstat: Boismenu ottenne così il titolo di Servo di Dio. La fase diocesana a Bereina fu aperta dal vescovo Benedict To Varpin il 6 novembre 1984 e concluse l'attività di raccolta di documentazione e testimonianze il 21 marzo 1987. La documentazione raccolta fu inviata a Roma alla Congregazione per le cause dei santi, che con un decreto del 18 novembre 1988 dichiarò valido il processo diocesano. Nel 1996 la postulazione ha sottoposto la Positio alla Congregazione.
Nove teologi hanno approvato all'unanimità la Positio il 12 novembre 2013 e anche la Congregazione ha emesso il suo voto favorevole. Pertanto il 15 aprile 2014 papa Francesco ha dichiarato Boismenu venerabile, riconoscendone le virtù in grado eroico.
Il postulatore della causa è il presbitero Jean-Louis Chassem, M.S.C.

## Genealogia episcopale
La genealogia episcopale è:
- Cardinale Scipione Rebiba
- Cardinale Giulio Antonio Santori
- Cardinale Girolamo Bernerio, O.P.
- Arcivescovo Galeazzo Sanvitale
- Cardinale Ludovico Ludovisi
- Cardinale Luigi Caetani
- Cardinale Ulderico Carpegna
- Cardinale Paluzzo Paluzzi Altieri degli Albertoni
- Papa Benedetto XIII
- Papa Benedetto XIV
- Papa Clemente XIII
- Cardinale Bernardino Giraud
- Cardinale Alessandro Mattei
- Cardinale Pietro Francesco Galleffi
- Cardinale Giacomo Filippo Fransoni
- Cardinale Carlo Sacconi
- Cardinale Edward Henry Howard
- Cardinale Mariano Rampolla del Tindaro
- Cardinale Benedetto Lorenzelli
- Arcivescovo Alain Guynot de Boismenu, M.S.C.